# تزویج‌گر خروجی
1. محیط فعال لیزر
2. انرژی پمپاژ لیزر
3. بازتابگری زیاد
4. تزویج‌گر خروجی
5. پرتوی لیزر

اجزای اصلی لیزر:

تزویج‌گر خروجی (OC) (به انگلیسی: Output coupler) جزئی از تشدیدگر نوری است که امکان استخراج بخشی از نور پرتو درون‌کاواک لیزر را فراهم می‌کند. یک تزویج‌گر خروجی اغلب از یک آینهٔ تا حدودی بازتابنده تشکیل شده‌است، که به بخش خاصی از پرتوی درون‌کاواک اجازه می‌دهد تا از طریق آن منتقل شود. روش‌های دیگر شامل استفاده از آینه‌های تقریباً-سرتاسر بازتابی در هر انتهای کاواک ، انتشار پرتو یا با تمرکز آن در یک سوراخ دریل‌شده در مرکز آینه است، یا با هدایت مجدد از طریق استفاده از آینه‌های چرخان، منشورها یا سایر افزاره‌های نوری، باعث می‌شود که پرتو در یک زمان مشخص یکی از آینه‌های انتهایی را کنارگذرکند.

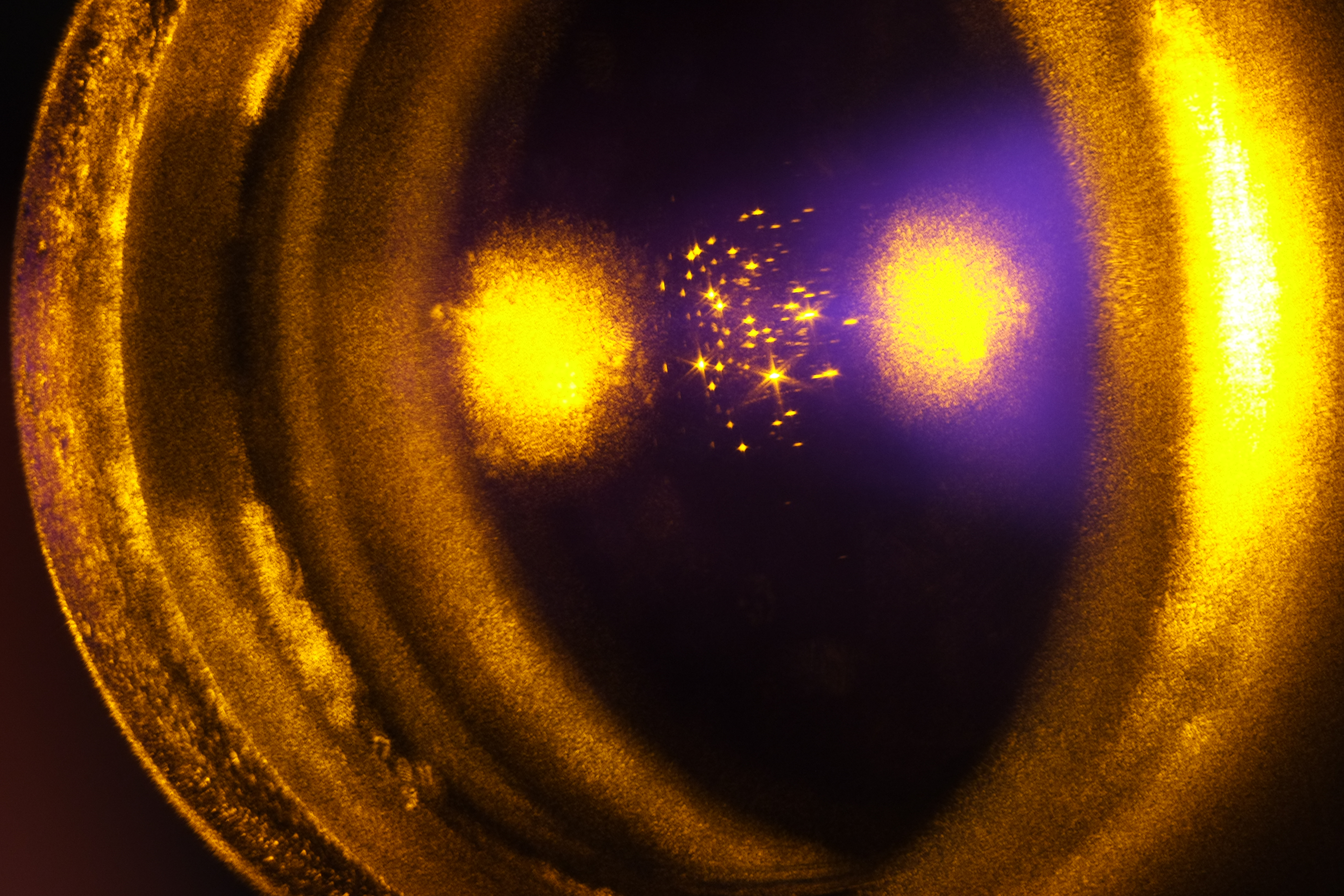
تزویج‌گر خروجی یک لیزر هلیوم-نئون ۵۹۴ نانومتری

## میراگر کاواک
میراگر کاواک یک تزویج‌گر خروجی است که عملکرد سوئیچ کیو را انجام می‌دهد. از میراگرهای کاواک می‌توان برای عملکرد موج-پیوسته استفاده کرد، اما بیشترین کاربرد آنها با لیزرهای مُد-قفل‌شده است، تا در اوج شدت آن یک پالس بسیار کوتاه استخراج شود.